# Chang Ch'ing P'o
Chang Ch'ing P'o (Wade-Giles, 张庆朴, Zhang Qingpo Pinyin; 1903 – 1963) è stato un artista marziale cinese.
È un maestro di arti marziali cinesi che avrebbe insegnato a Chang Dsu Yao nell'Accademia Militare di Guilin alcune forme di stili interni: Xingyiquan, Baguazhang e Liangyiquan.
Come Chang Dsu Yao e molti altri membri dell'esercito Nazionalista, si sarebbe rifugiato a Taiwan a seguito della disastrosa sconfitta subita dalla sua fazione.
Secondo i libri Italiani sarebbe stato un allievo di Yang Chengfu, e sarebbe morto negli anni settanta, ma di lui oggi non sono reperibili tracce significative. Nel libro Taijiquan shiyongfa, tra i vari discepoli di Yang Chengfu c'è un tale Zhang Qinglin 张庆麟, che potrebbe essere identificato con Zhang Qingpo, ma la sua biografia non parla di fughe a Taiwan, infatti sarebbe nato nel 1913 e morto nel 1947.